# Hubert Meunier
Hubert Meunier (ur. 14 grudnia 1959 w Differdange) – piłkarz luksemburski grający na pozycji obrońcy. W swojej karierze rozegrał 55 meczów w reprezentacji Luksemburga.

## Kariera klubowa
Swoją karierę piłkarską Meunier rozpoczął w klubie Progrès Niedercorn. W 1975 roku zadebiutował w nim w lidze luksemburskiej. Wraz z Progrèsem wywalczył dwa mistrzostwa Luksemburga w sezonach 1977/1978 i 1980/1981 oraz zdobył dwa Puchary Luksemburga w sezonach 1976/1977 i 1977/1978.
W 1982 roku Meunier przeszedł do Jeunesse Esch. W sezonach 1982/1983 i 1984/1985 został z nim mistrzem kraju. W latach 1985–1990 był zawodnikiem Aveniru Beggen. W sezonie 1985/1986 wywalczył z nim tytuł mistrza Luksemburga, a w sezonie 1986/1987 zdobył Puchar Luksemburga. W sezonie 1990/1991 grał w Progrèsie Niedercorn, w którym zakończył karierę.

## Kariera reprezentacyjna
W reprezentacji Luksemburga Meunier zadebiutował 7 października 1978 roku w przegranym 1:3 meczu eliminacji do Euro 80 z Francją, rozegranym w Luksemburgu. W swojej karierze grał też w: eliminacjach do MŚ 1982, do Euro 84, do MŚ 1986, do Euro 88 i do MŚ 1990. Od 1978 do 1989 roku rozegrał w kadrze narodowej 55 meczów.